# Papirus 60
Papirus 60 (według numeracji Gregory-Aland), oznaczany symbolem {\displaystyle {\mathfrak {P}}^{60}} – grecki rękopis Nowego Testamentu, spisany w formie kodeksu na papirusie. Paleograficznie datowany jest na VII lub VIII wiek. Zawiera fragmenty Ewangelii Jana.

## Opis
Zachowały się jedynie fragmenty Ewangelii Jana (16,29-19,26).

## Tekst
Tekst grecki rękopisu reprezentuje aleksandryjską tradycję tekstualną, z bizantyjskimi naleciałościami. Kurt Aland zaklasyfikował go do kategorii III.

## Historia
Tekst rękopisu opublikowali L. Casson, oraz E. L. Hettich w 1946 roku. Aland umieścił go na liście rękopisów Nowego Testamentu, w grupie papirusów, dając mu numer 60.
Rękopis datowany jest przez INTF na VII/VIII wiek.
Obecnie przechowywany jest w Morgan Library & Museum (P. Colt 4) w Nowym Jorku.